# Strażnica Straży Granicznej w Płaskiej
Strażnica Straży Granicznej w Płaskiej – nieistniejąca obecnie graniczna jednostka organizacyjna Straży Granicznej realizująca zadania bezpośrednio w ochronie granicy państwowej z Republiką Białoruską.

## Formowanie i zmiany organizacyjne
Strażnica Straży Granicznej w Płaskiej (Strażnica SG w Płaskiej) została utworzona 12 września 2001 roku w miejscowości Płaska, zarządzeniem Komendanta Głównego Straży Granicznej, w strukturach Podlaskiego Oddziału Straży Granicznej. 
W 2002 roku, strażnica SG w Płaskiej miała status strażnicy SG I kategorii.
Jako Strażnica Straży Granicznej w Płaskiej funkcjonowała do 23 sierpnia 2005 roku i 24 sierpnia 2005 roku, Ustawą z 22 kwietnia 2005 roku O zmianie ustawy o Straży Granicznej..., została przekształcona na Placówkę Straży Granicznej w Płaskiej (PSG w Płaskiej) w strukturach Podlaskiego Oddziału Straży Granicznej .

## Ochrona granicy

### Podległe przejście graniczne
W okresie 1 maja–1 października w miejscowości Rudawka na Kanale Augustowskim, załoga strażnicy SG w Płaskiej wykonywała bezpośrednio kontrolę graniczną osób i środków transportu:
- Przejście graniczne Rudawka-Lesnaja – rzeczne (30.04.2005–23.08.2005)[2] .

### Strażnice sąsiednie
- Strażnica SG w Sejnach ⇔ Strażnica SG w Lipsku – 12.09.2001[3].

## Komendanci strażnicy
- kpt. SG Mirosław Malewicki (był w 2004[4]–23.08.2005) – do przekształcenia[5].